# U.S. Route 401
La U.S. Route 401 (US 401) est une US Route auxiliaire de la US 1 se trouvant en Caroline du Sud et en Caroline du Nord. Elle relie Sumter, Caroline du Sud à Wise, Caroline du Nord.

## Description du tracé

### Caroline du Sud
La US 401 débute à Sumter et se dirige vers le nord-est dans une zone marécageuse et agricole. Elle passe par Lamar et Darlington avant de bifurquer vers le nord. Au sud-ouest de Society Hill, elle bifurque vers le nord-est et rencontre la US 15. Les deux routes forment un multiplex vers le nord-est et atteignent Bennettsville, Tatum et McColl avant d'arriver à la frontière de la Caroline du Nord. Dans son trajet en Caroline du Sud, la US 401 sert principalement de lien local entre les communautés. La proximité de l'I-95 y détourne le trafic de transit.

### Caroline du Nord
En Caroline du Nord, la route est davantage utilisée puisqu'elle relie des villes de taille moyenne entre elles, de même que certaines grandes villes. Elle entre dans l'état au sud-ouest de Laurinburg en multiplex avec la US 15. La route y rencontre la US 501 et forme un multiplex avec celle-ci pour traverser la ville. La US 401 continue ensuite vers le nord-est jusqu'à Raeford et Fayetteville. Elle traverse la ville et se dirige vers le nord. Elle passe par Lillington, Fuquay-Varina et Raleigh.
Elle divise la ville de Raleigh en deux et la traverse du sud au nord. Elle bifurque ensuite vers le nord-est et passe par Rolesville, Louisburg, Warrenton et Norlina, où elle rencontre la US 1. La route se dirige alors vers le nord-est et le nord en multiplex avec la US 1. À la jonction avec l'I-85, près de la frontière de la Virginie, la US 401 prend fin et la route continue comme US 1.

## Intersections majeures
Caroline du Sud
 US 76 Bus. à Sumter
 US 15 à Sumter
 US 76 / US 378 à Sumter
 I-20 près de Lamar
 US 52 à Darlington. Les routes forment un multiplex jusqu'à Society Hill.
 US 15 près de Society Hill. Les routes forment un multiplex jusqu'à Laurinburg, Caroline du Nord.
Caroline du Nord
 I-74 / US 74 / US 501 à Laurinburg. La US 401 / US 501 forment un multiplex dans la ville.
 I-295 à Fayetteville
 I-295 à Fayetteville
 US 421 à Lillington. Les routes forment un multiplex dans la ville.
 US 70 à Raleigh. Les routes forment un multiplex dans la ville.
 I-40 / US 64 à Raleigh
 I-440 / US 1 à Raleigh. La US 1 / US 401 forment un multiplex dans la ville.
 I-540 à Raleigh
 US 158 à Norlina. Les routes forment un multiplex dans la ville.
 US 1 à Norlina. Les routes forment un multiplex jusqu'au nord de Wise.
 I-85 près de Wise